# Bergense stadsbus
Het Bergense stadsbusnet wordt geëxploiteerd door de TEC, entiteit "Henegouwen". Het stadsbusnetwerk kent anno 2014 vijf stadslijnen, waarvan er vier lijnen rijden onder de naam Mons Intra Muros. De vier lijnen van de Mons Intra Muros zijn vooral bedoeld om te zorgen voor vermindering van het autogebruik in de binnenstad. Deze lijnen zijn daarom ook gratis te gebruiken.

## Wagenpark
Het Bergense stadsnet wordt integraal door stelplaats Bergen, van TEC gereden. De meeste midibussen van deze stelplaats kunnen op het stadsnet ingezet worden. Ook enkele standaardbussen worden incidenteel op het stadsnet ingezet, maar dit gebeurt vaak alleen in de spits.

### Huidig wagenpark
De volgende bussen doen anno 2017 dienst op de stadsnet van Bergen.
| Serie     | Aantal | Fabrikant | Type   | Opmerking                                                                |
| --------- | ------ | --------- | ------ | ------------------------------------------------------------------------ |
| 3185-3194 | 10     | Van Hool  | A309   |                                                                          |
| 3982      | 1      | Irisbus   | GX 127 | Wordt soms ook wel Heuliez GX 127 genoemd, maar draagt het Irisbus logo. |

### Voormalig wagenpark
Deze volgende bussen deden anno 2017 dienst op de stadsnet van Bergen en zijn momenteel buiten dienst.
| Serie       | Aantal | Fabrikant      | Type                | Opmerking |
| ----------- | ------ | -------------- | ------------------- | --- |
| 3904        | 1      | Mercedes-Benz  | Sprinter Niederflur | Reed korte tijd op de P+R dienst |
| 3916-3918   | 3      | Mercedes-Benz  | Cito                | Reden eerst op de streekdienst |
| 3921-3930   | 10     | Mercedes-Benz  | Cito                | |
| 3951-3957   | 7      | Van Hool       | A508F               | Reden ook weleens op andere minder drukke lijnen in de regio |
| 3.931-3.940 | 10     | Denolf & Depla | Procity             | Waren gedecoreerd met verschillende stadsgezichten: - 3931 (algemeen zicht van Bergen) - 3932 (Waterpompinstallie) - 3933 (Kazematten) - 3934 (Normaalschool) - 3935 (Polytechnische Faculteit) - 3936 (Grote Markt) - 3937 (Warocqué) - 3938 (Sainte-Waudru) - 3939 (Waux-Hall) - 3940 (ateliers van het FUCaM) Waren niet lang nadat ze in dienst waren te klein voor de stadsdienstlijnen. Reden nadat ze werden vervangen nog korte tijd op de P+R dienst in Bergen. |
| 3960-3961   | 2      | Van Hool       | A508F2              | |
| 3981, 3983  | 2      | Irisbus        | GX 127              | Worden soms ook wel Heuliez GX 127 genoemd, maar dragen het Irisbus logo. Zijn in de zomer van 2015 naar Hoei gegaan om daar op de stadsdienst te rijden onder de nummers 5.137 en 5.138. |
| 3981-3990   | 10     | DAB            | MidiCity            | Waren voormalig SVD 6505, 6506, 6509, 6233, 6501, 6236, 6232, 6234, 6237 en 6235 (in volgorde van TEC nummering). Hebben bijna nooit op de diensten gereden. |

## Huidige situatie

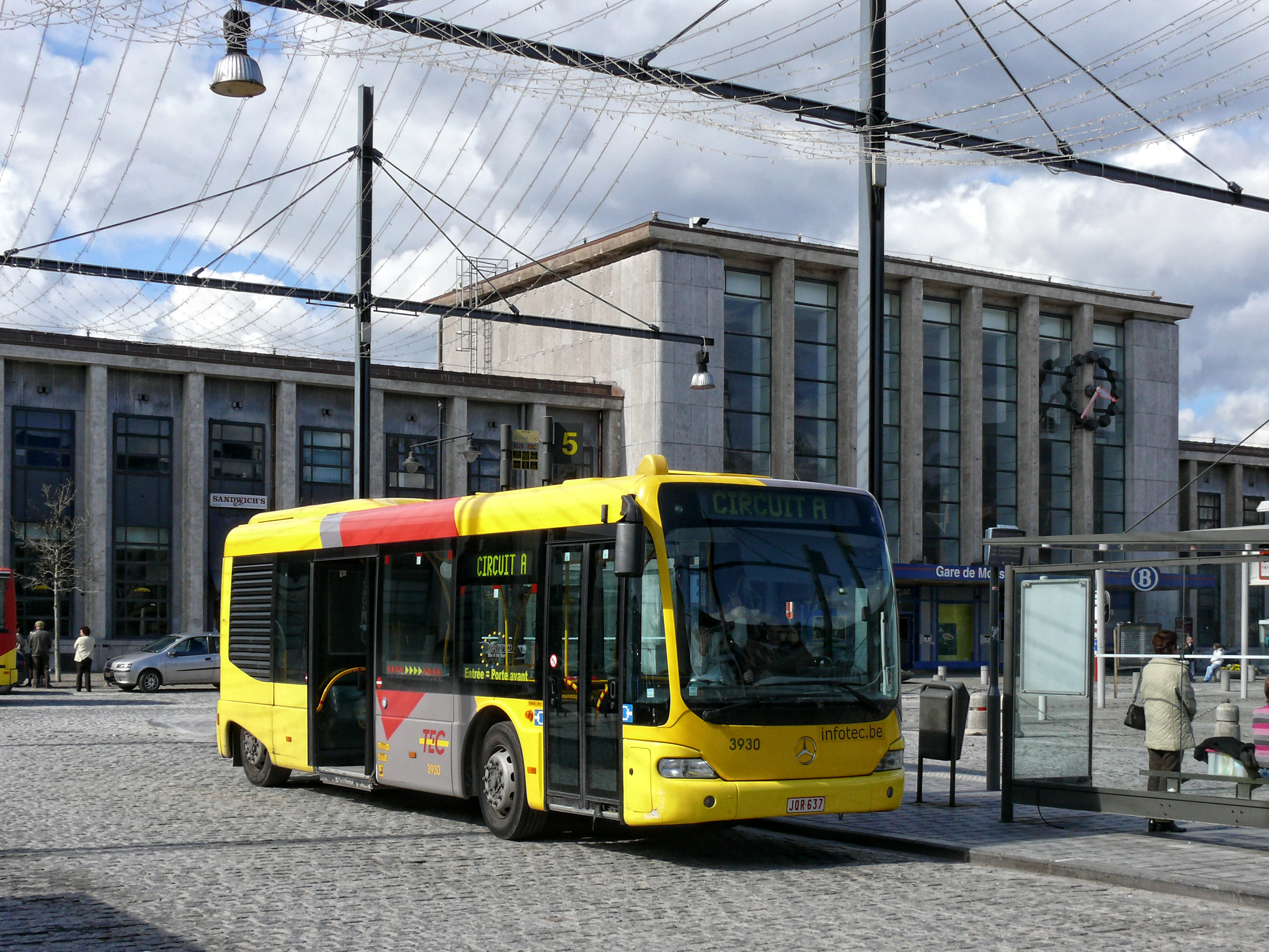
Bus 3930 op het station voor lijn A

Anno 2014 zijn er vijf stadslijnen. Hieronder een tabel met de huidige stadslijnen die overdag rijden. De lijnen A, B, C en D rijden onder de naam "Mons Intra Muros".
| Lijn | Traject                                                 | Frequentie | Voornaamste haltes |
| ---- | ------------------------------------------------------- | ---------- | --- |
| A    | Station - binnenstad                                    | 15’        | Station Bergen, Sint-Waltrudiskerk, Clinique Saint Joseph, CHU Ambroise Paré, RAEC Mons, Grote Markt, Belfort van Bergen, Museum François Duesberg        |
| B    | Station - binnenstad                                    | 15’        | Station Bergen, Université de Mons - Campus Polytech Clinique Saint Joseph, Grote Markt, Belfort van Bergen, Sint-Waltrudiskerk, Museum François Duesberg |
| C    | Station - binnenstad                                    | 15’        | Station Bergen, Museum François Duesberg, Clinique Saint Joseph, Grote Markt, Belfort van Bergen, Sint-Waltrudiskerk                                      |
| D    | Station - Parking Lotto Mons Expo                       | 15’        | Station Bergen, Lotto Mons Expo |
| U    | Station Bergen - Terminus Domaine d'Epinlieu (ringlijn) | 60’        | Douane, Université de Mons - Campus Plaine de Nimy, Université Catholique de Louvain - Mons                                                               |